# Hamarkameratene 2003
Questa voce raccoglie le informazioni riguardanti lo Hamarkameratene nelle competizioni ufficiali della stagione 2003.

## Rosa
| N. |                      | Ruolo | Calciatore         |
| -- | -------------------- | ----- | ------------------ |
| 1  | Norvegia (bandiera)  | P     | Knut Marius Røvde  |
| 1  | Norvegia (bandiera)  | P     | Lars Nordberg      |
| 2  | Svezia (bandiera)    | D     | Glenn Ståhl        |
| 4  | Norvegia (bandiera)  | D     | Are Tronseth       |
| 5  | Norvegia (bandiera)  | C     | Petter Vaagan Moen |
| 6  | Norvegia (bandiera)  | C     | Marius Gullerud    |
| 7  | Norvegia (bandiera)  | C     | Vegar Bjerke       |
| 8  | Danimarca (bandiera) | C     | Peter Sørensen     |
| 9  | Norvegia (bandiera)  | A     | Sveinung Fjeldstad |
| 10 | Norvegia (bandiera)  | A     | Frode Birkeland    |
| 11 | Norvegia (bandiera)  | A     | Espen Olsen        |
| 12 | Nigeria (bandiera)   | C     | Felix Ademola      |

| N. |                      | Ruolo | Calciatore           |
| -- | -------------------- | ----- | -------------------- |
| 14 | Norvegia (bandiera)  | C     | Kristian Skogsrud    |
| 17 | Norvegia (bandiera)  | D     | Hai Lam              |
| 19 | Norvegia (bandiera)  | C     | Fredrik Garshol      |
| 20 | Norvegia (bandiera)  | C     | Espen Haug           |
| 21 | Norvegia (bandiera)  | C     | Petter Antonsen      |
| 22 | Danimarca (bandiera) | D     | John Jensen          |
| 22 | Norvegia (bandiera)  | P     | Lars Barmoen         |
| 23 | Norvegia (bandiera)  | D     | Stig Krohn Haaland   |
| 24 | Norvegia (bandiera)  | D     | Joachim Sørum        |
| 25 | Norvegia (bandiera)  | A     | Sigurd Ertsås        |
| 26 | Norvegia (bandiera)  | P     | Svein Inge Haagenrud |
| ?  | Norvegia (bandiera)  | D     | Pål Ekeberg Schjerve |

## Risultati

### Campionato

#### Girone di andata
| Arbitro: | Moen (Haugesund) |

|  |           |          |
|  | Marcatori | 55’ Moen |

| Arbitro: | Nordby |

|  |           |            |
|  | Marcatori | 18’ Smerud |

| Arbitro: | Borgersen (Oslo) |

|              |           |                                              |
| Jacobsen 14’ | Marcatori | 6’ Fjeldstad 10’ Bjerke 53’ (rig.) Birkeland |

| Arbitro: | Alapnes |

|           |           |           |
| Olsen 51’ | Marcatori | 60’ Olsen |

| Arbitro: | Fiskum |

|  |           |          |
|  | Marcatori | 68’ Haug |

| Arbitro: | Sælen (Bergen) |

|                        |           |             |
| Bjerke 8’ Tronseth 43’ | Marcatori | 59’ Johnsen |

| Arbitro: | Nordby |

|  |           |         |
|  | Marcatori | 7’ Haug |

| Arbitro: | Gravdal |

|                                             |           |  |
| Olsen 24’ Ademola 77’ Haug 83’ Tronseth 90’ | Marcatori |  |

| Arbitro: | Borgersen (Oslo) |

|  |           |               |
|  | Marcatori | 50’ Fjeldstad |

| Arbitro: | Sælen |

|              |           |                   |
| Sørensen 79’ | Marcatori | 26’, 90’ Ringberg |

| Arbitro: | Alapnes |

|                                               |           |  |
| Haug 45’ Olsen 47’ Fjeldstad 69’ Gullerud 90’ | Marcatori |  |

| Arbitro: | Gravdal |

|  |           |                  |
|  | Marcatori | 36’, 39’ Ademola |

| Hamar 22 giugno 2003, ore 18:00 CEST 13ª giornata | HamKam | 0 – 0 referto | Skeid | Briskeby Gressbane (2.139 spett.)\| Arbitro: \| Sjetne \| |
| Arbitro:                                          | Sjetne |               |       |                                                           |

| Arbitro: | Høgberg (Finstadjordet) |

|  |           |          |
|  | Marcatori | 4’ Olsen |

| Arbitro: | Johnsen (Tønsberg) |

|                                                                                |           |                |
| Bjerke 7’ Sørum 20’ Olsen 21’, 47’ Fjeldstad 51’ Overvik 75’ (aut.) Ertsås 88’ | Marcatori | 35’, 42’ Sakka |

#### Girone di ritorno
| Arbitro: | Borgersen (Oslo) |

|                     |           |  |
| Olsen 18’ Sørum 23’ | Marcatori |  |

| Arbitro: | Borgersen (Oslo) |

|               |           |                                                           |
| Fagnastøl 35’ | Marcatori | 3’ Haug 20’ Fjeldstad 27’, 75’ Moen 65’ Olsen 84’ Ademola |

| Hamar 9 agosto 2003, ore 16:00 CEST 18ª giornata | HamKam | 0 – 0 referto | Sandefjord | Briskeby Gressbane (2.020 spett.)\| Arbitro: \| Sælen \| |
| Arbitro:                                         | Sælen  |               |            |                                                          |

| Arbitro: | Hauge (Bergen) |

|                                                      |           |           |
| Brandshaug 11’ (rig.), 90’ Karlsen 28’ Michelsen 57’ | Marcatori | 42’ Olsen |

| Arbitro: | Skjervold |

|                          |           |                            |
| Bjerke 74’ Birkeland 85’ | Marcatori | 16’ Hemminghytt 30’ Bashir |

| Arbitro: | Alapnes |

|                         |           |                        |
| Johnsen 40’ Tarrant 57’ | Marcatori | 61’ Haug 84’ Birkeland |

| Arbitro: | Nordby |

|                           |           |             |
| Birkeland 4’ Gullerud 39’ | Marcatori | 42’ Televik |

| Arbitro: | Vik |

|             |           |                                       |
| Eriksen 29’ | Marcatori | 27’ Olsen 34’ Birkeland 83’ Fjeldstad |

| Arbitro: | Borgersen (Oslo) |

|               |           |                             |
| Birkeland 69’ | Marcatori | 16’ Bjønsaas 48’ Leonardsen |

| Arbitro: | Krokdal |

|                                                       |           |           |
| Söderstjerna 9’ Daðason 15’ (rig.), 37’ Pettersen 73’ | Marcatori | 63’ Olsen |

| Arbitro: | Alapnes |

|  |           |                             |
|  | Marcatori | 11’ Fjeldstad 59’ Birkeland |

| Arbitro: | Moen (Haugesund) |

|             |           |              |
| Ademola 51’ | Marcatori | 70’ Ødegaard |

| Arbitro: | Sælen (Bergen) |

|            |           |                                                         |
| Breive 54’ | Marcatori | 6’ Gullerud 14’ Haug 59’ (rig.) Fjeldstad 64’ Birkeland |

| Arbitro: | Skjervold |

|                       |           |               |
| Birkeland 7’ Haug 32’ | Marcatori | 15’ Grindheim |

| Arbitro: | Alapnes |

|            |           |                           |
| Ingilæ 27’ | Marcatori | 48’, 55’ (rig.) Birkeland |

### Coppa di Norvegia
| Groruddalen 7 maggio 2003, ore 18:00 CEST Primo turno                                                          | Groruddalen | 0 – 8 referto                                                                | HamKam | Greibanen (859 spett.) |
| \| \| \| \| \| \| Marcatori \| 10’ Ademola 21’, 43’ Haug 60’, 73’ Tronseth 74’ Birkeland 78’, 85’ Fjeldstad \| |             |                                                                              |        |                        |
| |             |                                                                              |        |                        |
| | Marcatori   | 10’ Ademola 21’, 43’ Haug 60’, 73’ Tronseth 74’ Birkeland 78’, 85’ Fjeldstad |        |                        |

| Hamar 21 maggio 2003, ore 18:00 CEST Secondo turno                   | HamKam    | 2 – 1 referto | Skjetten | Briskeby Gressbane (3.085 spett.) |
| \| \| \| \| \| Fjeldstad 22’ Olsen 47’ \| Marcatori \| 81’ Bjerke \| |           |               |          |                                   |
|                                                                      |           |               |          |                                   |
| Fjeldstad 22’ Olsen 47’                                              | Marcatori | 81’ Bjerke    |          |                                   |

| Arbitro: | Skjervold |

|                           |           |                                  |
| Gullerud 19’ Tronseth 57’ | Marcatori | 23’ Guðmundsson 60’, 67’ Sundgot |